# 佐々木重樹
佐々木 重樹（ささき しげき、1968年10月23日 - ）は、宮城県仙台市出身の元プロ野球選手（投手）。

## 経歴
泉館山高校では2年秋に東北大会ベスト4、1986年のプロ野球ドラフト会議でヤクルトスワローズから5位指名を受け入団。
1990年はMLBの1A・サリナス・スパーズに野球留学した。
1993年には福岡ダイエーホークスに移籍するも、一軍登板のないまま1997年限りで現役を引退した。スライダー、フォーク、チェンジアップ、ムービングファストボールが武器だった。
引退後は東北楽天ゴールデンイーグルスジュニアコーチを務め、仙台泉ボーイズ監督となる。

## 詳細情報

### 年度別投手成績
- 一軍公式戦出場なし

### 背番号
- 64 （1987年 - 1990年）
- 54 （1991年 - 1992年）
- 50 （1993年 - 1997年）